# الچی‌لر (توت)
الچی‌لر {{ترکی|Elçiler) 
(به زازاکی: Mastakolo) یک منطقهٔ مسکونی در ترکیه است که در توت، ترکیه واقع شده‌است.